# Edwin H. Colbert
Edwin Harris 'Ned' Colbert (Clarinda, 28 september 1905 - Flagstaff, 15 november 2001) was een vooraanstaande Amerikaanse paleontoloog van gewervelde dieren en een productief onderzoeker en auteur.

## Biografie
Colbert groeide hij op in Maryville en studeerde af aan de Maryville High School. Zijn vader was George H. Colbert, hoofd van de faculteit wiskunde aan de Northwest Missouri State University en sinds de oprichting in 1906 werkzaam aan de universiteit.
Hij behaalde zijn Bachelor of Arts aan de University of Nebraska, daarna zijn Master en Ph.D. aan de Columbia University, en studeerde af in 1935. Hij trouwde in 1933 met Margaret Matthew, dochter van de eminente paleontoloog William Diller Matthew. Ze werd een bekende kunstenares, illustratrice en beeldhouwer die gespecialiseerd was in het uitbeelden van uitgestorven soorten. Het echtpaar kreeg samen vijf zonen. Het jonge gezin verhuisde in 1937 naar Leonia, New Jersey en woonde daar tientallen jaren.
Als deel van de functies die Colbert bekleedde, was hij veertig jaar lang conservator van de paleontologie van de gewervelde dieren bij het American Museum of Natural History en emeritus hoogleraar in de paleontologie van de gewervelde dieren aan de Columbia University. Hij was een beschermeling van Henry Fairfield Osborn en een vooraanstaande autoriteit op het gebied van de Dinosauria.
Voor zijn standaardwerk Siwalik Mammals in het American Museum of Natural History ontving Colbert in 1935 de Daniel Giraud Elliot-medaille van de National Academy of Sciences. Hij beschreef tientallen nieuwe taxa en schreef grote systematische reviews. Na de ontdekking van meer dan een dozijn complete skeletten van de basale kleine dinosauriër Coelophysis uit het Trias in Ghost Ranch, New Mexico in 1947, deel van een van de grootste concentraties dinosauriërafzettingen ooit vastgesteld met meer dan tweehonderd specimina, publiceerde hij in 1989 een beschrijving van hun anatomie. Daarnaast schreef hij een overzicht van de fylogenie van de Ceratopia.
In 1959 leidde hij een expeditie naar het Geopark van Paleorrota (Brazilië) met Llewellyn Ivor Price.
Zijn veldwerk op Antarctica in 1969 hielp de acceptatie van de theorie van de continentverschuiving te bevorderen door zijn ontdekking van een 220 miljoen jaar oud fossiel van een Lystrosaurus. Zijn populariteit en zijn leerboeken over dinosauriërs, paleontologie en stratigrafie (met Marshall Kay) lieten een nieuwe generatie wetenschappers en amateurs kennismaken met het onderwerp. Hij ontving talrijke prijzen en onderscheidingen ter herdenking van zijn vele prestaties op het gebied van de wetenschap.
Hij werd in 1970 na zijn officiële pensioen ereconservator van paleontologie van gewervelde dieren in het Museum van Noord-Arizona in Flagstaff, Arizona. Op het eind van zijn leven werd hij de geëerde nestor van de Amerikaanse paleontologie.

## Overlijden
Edwin H. Colbert overleed in november 2001 op 96-jarige leeftijd.